# Dogs of War
Dogs of War är ett album av heavy metal-bandet Saxon, utgivet 1995.

## Låtlista
1. "Dogs of War" - 4:36
2. "Burning Wheels" - 4:10
3. "Don't Worry" - 5:17
4. "Big Twin Rolling" - 5:23
5. "Hold On" - 4:31
6. "The Great White Buffalo" - 5:52
7. "Demolition Alley" - 6:09
8. "Walking Through Tokyo" - 5:50
9. "Give It All Away" - 4:03
10. "Yesterday's Gone" - 3:43